# Marcus Servilius Pulex Geminus
Marcus Servilius Pulex Geminus (Kr. e. 3. század–Kr. e. 2. század) ókori római politikus, az előkelő patricius Servilia gens tagja volt.

## Élete
Apját Caiusnak, nagyapját Publiusnak hívták. Kr. e. 211-ben augur lett az elhunyt Spurius Carvilius helyén. Kr. e. 203-ban aedilis curulis volt, hivatali évében arany quadrigát állított a Capitoliumon kollégájával. Még ebben az évben Publius Sulpicius Galba dictator mellett volt magister equitum, és beutazta vele Itáliát, hogy kiderítsék több város Róma elleni lázadásának okait. Kr. e. 202-ben consul volt Tiberius Claudius Nero oldalán, és Etruriába küldték két legio élén. Imperiumát meghosszabbították, így Kr. e. 201-ben is megszállva tartotta a rebellis tartományt.
Kr. e. 200-ban a Publius Cornelius Scipio Africanus veteránjainak Samniumban és Apulia területén földet osztó tízfős bizottság tagja volt, Kr. e. 197-ben pedig három évre szóló triumviri megbízást kapott coloniák létesítésére Itália nyugati partvidékén. Kr. e. 167-ben még élt, és támogatta a Makedóniát leigázó Lucius Aemilius Paulus Macedonicus triumphusra tartott igényét.